# Поланов
Поланов (пољ. Polanów) је град у Пољској у Војводству Западно Поморје у Повјату кошалињском. Према попису становништва из 2011. у граду је живело 3.073 становника.

## Становништво
Према прелиминарним подацима са пописа, у граду је 2011. живело 3.073 становника.
| 2002. | 2011. | 2012. |
| ----- | ----- | ----- |
| 3.023 | 3.073 | 3.076 |